# HMS Grafton (H89)
HMS Grafton (H89) là một tàu khu trục lớp G được chế tạo cho Hải quân Hoàng gia Anh Quốc vào giữa những năm 1930. Nó trải qua một phần lớn thời gian tại vùng biển Tây Ban Nha trong giai đoạn Nội chiến ở nước này vào năm 1936–1939, thực thi chính sách cấm vận vũ khí mà Anh và Pháp áp đặt cho các bên xung đột. Nó được điều từ Hạm đội Địa Trung Hải trở về quần đảo Anh sau khi Chiến tranh Thế giới thứ hai nổ ra để hộ tống tàu bè và tuần tra. Grafton đang được tái trang bị khi Chiến dịch Na Uy bắt đầu vào tháng 4 năm 1940, nhưng nó cũng tham gia hộ tống các đoàn tàu vận tải đi Na Uy sau khi hoàn tất sửa chữa. Nó đang tham gia triệt thoái binh lính Anh khỏi Dunkirk vào tháng 5 khi bị một tàu ngầm U-boat Đức đánh chìm lúc nó dừng lại để cứu vớt những người sống sót từ một tàu khu trục Anh khác.

## Thiết kế và chế tạo
Grafton có trọng lượng choán nước tiêu chuẩn 1.350 tấn Anh (1.370 t), và lên đến 1.883 tấn Anh (1.913 t) khi đầy tải. Nó có chiều dài chung 323 foot (98,5 m), mạn thuyền rộng 33 foot (10,1 m) và độ sâu của mớn nước là 12 foot 5 inch (3,8 m). Nó được dẫn động bởi hai turbine hơi nước Parsons truyền động ra hai trục chân vịt, sản sinh tổng công suất 34.000 mã lực càng (25.000 kW), cho phép nó đạt tốc độ tối đa 36 hải lý trên giờ (67 km/h; 41 mph). Hơi nước được cung cấp bởi ba nồi hơi ống nước Admiralty. Grafton có thể mang theo tối đa 470 tấn Anh (480 t) dầu đốt, cho phép một tầm hoạt động tối đa 5.530 hải lý (10.240 km; 6.360 mi) ở tốc độ 15 hải lý trên giờ (28 km/h; 17 mph). Thành phần thủy thủ đoàn của nó bao gồm 137 sĩ quan và thủy thủ trong thời bình, nhưng tăng lên đến 146 người trong thời chiến.
Con tàu được trang bị bốn khẩu pháo QF 4,7 inch (120 mm) Mk. XII L/45 trên các tháp pháo nòng đơn. Cho mục đích phòng không, Grafton có hai khẩu đội súng máy 0,5 in (13 mm) Mk.III bốn nòng. Nó còn có hai bệ ống phóng ngư lôi bốn nòng trên mặt nước dành cho ngư lôi 21 in (530 mm). Một đường ray thả mìn sâu và hai máy phóng được trang bị; ban đầu nó mang theo 20 quả mìn sâu, nhưng được tăng lên 35 quả không lâu sau khi chiến tranh bắt đầu.
Grafton được đặt hàng vào ngày 5 tháng 3 năm 1934 trong Chương trình Chế tạo Hải quân 1933. Nó được đặt lườn vào ngày 30 tháng 8 năm 1934 tại xưởng tàu của hãng John I. Thornycroft & Company ở Woolston, Hampshire; được hạ thủy vào ngày 18 tháng 9 năm 1935 và hoàn tất vào ngày 20 tháng 3 năm 1936 với chi phí 248.485 Bảng Anh, không tính đến các thiết bị do Bộ Hải quân Anh cung cấp như vũ khí, đạn dược và thiết bị thông tin liên lạc.

## Lịch sử hoạt động
Ngoài một giai đoạn ngắn được phân về Chi hạm đội Khu trục 20 sau khi nhập biên chế, Grafton trải qua hầu hết thời gian trước chiến tranh phục vụ cùng Chi hạm đội Khu trục 1 trực thuộc Hạm đội Địa Trung Hải. Từ ngày 10 tháng 8 đến ngày 9 tháng 9 năm 1936, nó hộ tống cho chiếc tàu buồm Nahlin đưa Vua Edward VIII trong chuyến đi đến khu vực Đông Địa Trung Hải. Sau đó nó tuần tra tại vùng biển Tây Ban Nha trong giai đoạn Nội chiến ở nước này để thi hành chính sách cấm vận vũ khí mà Anh và Pháp áp đặt cho các bên xung đột. Nó đang được tái trang bị tại Malta khi Chiến tranh Thế giới thứ hai nổ ra vào tháng 9 năm 1939.
Grafton cùng ba tàu chị em được điều động về Bộ chỉ huy Tiếp cận phía Tây đặt căn cứ tại Plymouth vào tháng 10, nhưng đến cuối tháng sau lại được chuyển sang Chi hạm đội Khu trục 22 đặt căn cứ tại Harwich trực thuộc Bộ chỉ huy Nore cho nhiệm vụ tuần tra và hộ tống. Đến ngày 10 tháng 1 năm 1940, nó được phân về Chi hạm đội Khu trục 1 được tái lập, cũng đặt căn cứ tại Harwich, nơi nó khám xét tàu bè đi lại giữa các cảng Đức và Hà Lan truy tìm tàu bè xâm nhập. Từ ngày 26 tháng 3 đến ngày 14 tháng 4, nó trải qua một đợt đại tu ngắn tại Hull, trong xướng tàu của hãng Brigham and Cowan. Khi Chiến dịch Na Uy mở màn, nó được điều về Hạm đội Nhà, nơi nó hộ tống các đoàn tàu vận tải đi Na Uy cho đến ngày 11 tháng 5.
Trong trận phong tỏa Calais, Grafton đã hộ tống các tàu tuần dương hạng nhẹ HMS Arethusa và HMS Galatea khi chúng bắn hải pháo hỗ trợ cho Lữ đoàn Bộ binh 30 (Anh) vào ngày 26 tháng 5. Ngày hôm sau, nó giúp triệt thoái hơn 1.600 binh lính khỏi các bãi biển La Panne và Bray về phía Đông Bắc Dunkirk. Sáng ngày 29 tháng 5, nó dừng lại để trợ giúp tàu khu trục Wakeful, vốn bị đắm do trúng ngư lôi phóng từ tàu phóng lôi E-boat S-30 sáng sớm hôm đó. Đang khi cứu vớt những người sống sót từ Wakeful ngoài khơi Nieuwpoort, Bỉ, Grafton lại trúng ngư lôi từ tàu ngầm U-boat Đức U-62. Phát ngư lôi đánh trúng đuôi tàu gây hư hại nghiêm trọng, và gây ra một vụ nổ thứ phát làm phá hủy cầu tàu, làm thiệt mạng hạm trưởng và một sĩ quan khác cùng 14 thủy thủ. Con tàu bị vỡ, nhưng vẫn tiếp tục nổi đủ lâu để tàu khu trục HMS Ivanhoe cùng tàu vận tải Malines cứu vớt những người sống sót. Sau đó Ivanhoe đánh đắm Grafton bằng hải pháo ở tọa độ 51°24′B 2°49′Đ / 51,4°B 2,817°Đ vì nó hư hại nặng đến mức không thể kéo về vùng biển an toàn.